# マセラティ・グレカーレ
グレカーレ（Grecale）は、ステランティスがマセラティブランドで製造・販売しているスポーツ・ユーティリティ・ビークル (SUV) 型の乗用車である。
車名の「グレカーレ (Grecale) 」とは、「地中海に吹く北東の風」を意味する。

## 概要
レヴァンテに続くマセラティ2車種目のSUVである。当初は2021年秋の発表を予定していたが延期され、2022年3月22日に発表された。開発コンセプトは“The Every day Exceptional”（毎日が格別）。
プラットフォームは、アルファロメオ・ステルヴィオやジープ・グランドチェロキーに採用される「ジョルジオ プラットフォーム」をストレッチさせたものを採用。駆動方式は四輪駆動で、通常時の前後トルク配分を0：100とし、必要に応じて前後50：50までトルク配分が変化する後輪駆動主体のシステムである。
グレードは「GT」と「モデナ」、「トロフェオ」の3種類。「GT」と「モデナ」は、2.0L 直列4気筒ターボエンジンと48Vバッテリーで構成されるマイルドハイブリッド仕様で、最高出力はそれぞれ「GT」が300 PS、「モデナ」が330 PSとなっている。「トロフェオ」はMC20ど同型の3.0L V型6気筒ツインターボエンジン「ネットゥーノ」を搭載し、最高出力530 PSを発生する。トランスミッションはZF製の8速ATを搭載する。
サスペンションは前がダブルウィッシュボーン式、後がマルチリンク式。「GT」及び「モデナ」はコイルスプリングを装備するが、「トロフェオ」のみエアサスペンションが標準装備となっている（「GT」及び「モデナ」ではオプションで設定）。エアサスペンションは上下65 mmの幅で車高の調整が可能。
また、2023年にはマセラティ史上初の電気自動車となる「フォルゴーレ」が追加される予定。最高出力400 kW、最大トルク800 N・mを発生する電気モーターと、総電力量105 kWhのリチウムイオンバッテリーから構成される400 Vのシステムを搭載している。
2022年10月26日、バービー・マセラティ・グレカーレをアメリカで発表した。 限定版「フオリセリエ」エディションとして、世界で2台のみが販売される内の1台となる。百貨店ニーマン・マーカスにクリスマスギフト「2022 Neiman Marcus Fantasy Gifts」として、販売される予定。アメリカでの販売価格の一部はバービー・ドリームギャップ・プロジェクトに寄付される。トロフェオがベースとなる。

## 日本での販売
日本では2022年4月1日に初公開され、同年5月24日より受注を開始。デリバリー開始は2023年初旬を予定している。車両価格は消費税込みで「GT」が862万円、「モデナ」が1,046万円、「トロフェオ」が1,395万円。 
発売を記念し、特別仕様車「プリマセリエ」も同時に発表された。「プリマセリエ」とは最初のシリーズである事を意味し、インナーヘッドレストに施されたステッチなど、専用の内装を備える。全世界で左ハンドル車1,000台のみの限定生産で、日本での車両価格は消費税込みで「プリマセリエ GT」が1,071万円、「プリマセリエ トロフェオ」が1,718万円。
2025年に入ると3月7日に、日本特別限定車「グレカーレ トロフェオ “ネロ インフィニート”」を発売した。価格は1898万円で販売台数は10台限定。
7月30日には、「トロフェオ」をベースに、日本限定2台の特別仕様車「グレカーレ フォーリセリエ 深藍（しんあい）エディション」を価格1998万円で発売した。また9月から受注開始予定の、新エントリーグレード「グレカーレ エッセンツァ（Grecale Essenza）」が追加された。価格は990万円でステアリング位置は左（受注生産）または右から選択可能。